# Episodi di eBand
Il 6 gennaio 2012 su Disney Channel è andata in onda la serie eBand con il primo episodio. La normale programmazione è iniziata, sempre su Disney Channel, il 31 gennaio 2012.
| nº | Titolo                             | Prima TV Italia  |
| -- | ---------------------------------- | ---------------- |
| 1  | avatars                            | 6 gennaio 2012   |
| 2  | finding demo                       | 31 gennaio 2012  |
| 3  | willy & the wonkas                 | 1º febbraio 2012 |
| 4  | the mommy returns                  | 2 febbraio 2012  |
| 5  | the unsocial network               | 3 febbraio 2012  |
| 6  | fantastic three                    | 6 febbraio 2012  |
| 7  | despicable mick                    | 7 febbraio 2012  |
| 8  | posters & co.                      | 8 febbraio 2012  |
| 9  | the beauty and the list            | 9 febbraio 2012  |
| 10 | 24 minutes                         | 10 febbraio 2012 |
| 11 | the frog princess                  | 13 febbraio 2012 |
| 12 | power rangers: dino painters       | 14 febbraio 2012 |
| 13 | national treasure - tape of secret | 15 febbraio 2012 |
| 14 | very normal activity               | 16 febbraio 2012 |
| 15 | pax wars                           | 17 febbraio 2012 |
| 16 | camping rock                       | 20 febbraio 2012 |
| 17 | high scoop musical                 | 21 febbraio 2012 |
| 18 | save the last song                 | 22 febbraio 2012 |
| 19 | the tree muskateers                | 23 febbraio 2012 |
| 20 | karaoke kid                        | 24 febbraio 2012 |
| 21 | boy story                          | 27 febbraio 2012 |
| 22 | kiss me if you can                 | 28 febbraio 2012 |
| 23 | attack of the clones               | 29 febbraio 2012 |
| 24 | unamazing spider-man               | 1º marzo 2012    |
| 25 | dr. eko and mr. paul               | 2 marzo 2012     |
| 26 | the fellowship of the record       | 9 marzo 2012     |